# Theodor Pallady
Theodor Pallady (Iaşi, 1871 - Bucarest, 1956) va ésser un pintor romanès.
En la seva joventut, Pallady va viure a Dresden, on va estudiar tecnologia. Més tard, es va desplaçar a París, on va treballar amb Henri Matisse, Georges Rouault i Albert Marquet. L'any 1904 va retornar a Romania i va exposar les seues obres a l'Ateneul Român (Ateneu Romanès en romanès, una sala de concerts situada al centre de Bucarest).
El 1906 es va casar amb Jeanne Ghika-Brigadier.
Tot i el seu retorn, Pallady va continuar mantenint el contacte amb París on va poder continuar exhibint moltes de les seues obres fins a l'arribada de la Segona Guerra Mundial. També va participar en la Biennal de Venècia dels anys 1924, 1940 i 1942.
Va ser enterrat al cementiri de Bellu, el més famós de tot Bucarest.